# 0.5的男人
《0.5的男人》是一部于2023年5月28日至6月25日在WOWOW“连续剧W”時段中播出的电视剧。主演为松田龍平。

## 劇情概要
立花一家因自家房屋老舊而決定改建，女兒一家以此為藉機，決定搬回跟父母同住，因此要改建為“2世代住宅”，但是40歲繭居族兒子的居住空間成了問題所在。經過房屋製造商推銷員的勸說後，決定朝著以建設“2.5世代住宅”的方向改建。
40歲的雅治自某個時期開始繭居在家，每日玩著第五人格、吃著媽媽做的飯菜、過著自由自在的生活。雖然在遊戲世界是令人崇拜的存在，但是在現實生活中，因家中的變化，作為“0.5”的存在，越來越沒有存在位置，被妹妹說「有空就幫忙做家事」、想跟姪女親近也被嫌棄「噁心」。然而與此同時，因生活環境被迫改變，雅治慢慢走到外面的世界，恢復與人交流，找到新的自我。

## 登場人物

### 主要人物
- 立花雅治：松田龍平[1]

無業、繭居在老家的40歲男子。

### 盐谷家
- 盐谷沙织：臼田麻美[2]

雅治的妹妹。
- 盐谷惠麻〈12〉：白鸟玉季[2]

初中生。纱织的女儿。
- 盐谷蓮〈5〉：加藤矢紘[2]

就讀於幼儿园。纱织的儿子。
- 盐谷健太：篠原篤[2]

纱织的丈夫、上班族。

### 立花家
- 立花修：木場勝己[2]

雅治的父亲。
- 立花惠子：風吹純[2]

雅治的母亲。

### 周邊人物
- 川村：井之脇海 [2]

推荐“2.5世代住宅”的房屋推销员。
- 田崎瞳：西野七瀨[2]

蓮就读的幼兒园的保育员。
- 玉虫：青木柚[3]

雅治的网络游戏伙伴。

## 製作團隊
- 編劇：牧五百音、沖田修一
- 配樂：池永正二
- 主题曲：工藤祐次郎[3]
- 导演：沖田修一、玉泽恭平
- 制作人：植田春菜、石原仁美、東島真一郎
- 制作：WOWOW、C.A.L

## 播出日程
| 集數  | 播出日期 | 標題               |
| ----- | -------- | ------------------ |
| 第1集 | 5月28日  | 与家庭以外的人交谈 |
| 第2集 | 6月04日  | 白天外出           |
| 第3集 | 6月11日  | 騎著電動自行車     |
| 第4集 | 6月18日  | 請吃冰淇淋         |
| 第5集 | 6月25日  | 工作               |